# Cratere Baum
Baum  è un cratere sulla superficie di Marte.